# Omloop van Borsele
De EPZ Omloop van Borsele is een eendaagse wielerkoers voor vrouwen in de Nederlandse provincie Zeeland die vanaf 2002 jaarlijks wordt verreden en die sinds 2007 valt in de UCI 1.2-categorie en vanaf 2015 in de 1.1-categorie. De start- en finishplaats is 's-Heerenhoek in de gemeente Borsele. Loes Gunnewijk won de eerste editie. Recordhoudster is Kirsten Wild met vijf zeges.
Naast de wegwedstrijd voor vrouwen elite, wordt er ook een tijdrit voor vrouwen elite, een driedaagse wedstrijd voor vrouwen junioren en een eendagskoers voor heren junioren georganiseerd. Ellen van Dijk won de eerste vier edities van de tijdrit en is daarmee recordhoudster.
De edities van 2020 en 2021 werden geannuleerd vanwege de coronapandemie.

## Erelijst
| Jaar      | Goud                                 | Zilver                               | Brons                                |
| --------- | ------------------------------------ | ------------------------------------ | ------------------------------------ |
| 2002      | Loes Gunnewijk                       | Katherine Bates                      | Monique Knol                         |
| 2003      | Leontien van Moorsel                 | Ghita Beltman                        | Vera Koedooder                       |
| 2004      | Chantal Beltman                      | Anouska van der Zee                  | Mirjam Melchers                      |
| 2005      | Marianne Vos                         | Adrie Visser                         | Emma Davies Jones                    |
| 2006      | Marianne Vos                         | Vera Koedooder                       | Bertine Spijkerman                   |
| 2007      | Marianne Vos                         | Regina Bruins                        | Ellen van Dijk                       |
| 2008      | Kirsten Wild                         | Ina-Yoko Teutenberg                  | Marianne Vos                         |
| 2009      | Kirsten Wild                         | Marianne Vos                         | Alexandra Greenfield                 |
| 2010      | Kirsten Wild                         | Rochelle Gilmore                     | Kirsty Broun                         |
| 2011      | Kirsten Wild                         | Charlotte Becker                     | Marianne Vos                         |
| 2012      | Ellen van Dijk                       | Gracie Elvin                         | Sarah Düster                         |
| 2013      | Vera Koedooder                       | Loes Gunnewijk                       | Lucinda Brand                        |
| 2014      | Chloe Hosking                        | Kirsten Wild                         | Ellen van Dijk                       |
| 2015      | Kirsten Wild                         | Shelley Olds                         | Anna Knauer                          |
| 2016      | Barbara Guarischi                    | Floortje Mackaij                     | Christine Majerus                    |
| 2017      | Riejanne Markus                      | Eugenia Bujak                        | Marianne Vos                         |
| 2018      | Elisa Balsamo                        | Lorena Wiebes                        | Evy Kuijpers                         |
| 2019      | Lorena Wiebes                        | Elisa Balsamo                        | Natalie van Gogh                     |
| 2020-2021 | niet verreden vanwege coronapandemie | niet verreden vanwege coronapandemie | niet verreden vanwege coronapandemie |
| 2022      | Maaike Boogaard                      | Sofie van Rooijen                    | Nora Tveit                           |
| 2023      | Linda Zanetti                        | Audrey Cordon-Ragot                  | Nora Tveit                           |
| 2024      | Sofie van Rooijen                    | Daria Pikulik                        | Elynor Bäckstedt                     |

Meervoudige winnaars
| Overwinningen | Renster      | Land      | Jaren                        |
| ------------- | ------------ | --------- | ---------------------------- |
| 5             | Kirsten Wild | Nederland | 2008, 2009, 2010, 2011, 2015 |
| 3             | Marianne Vos | Nederland | 2005, 2006, 2007             |

Overwinningen per land
| Overwinningen | Land                   |
| ------------- | ---------------------- |
| 17            | Nederland              |
| 2             | Italië                 |
| 1             | Australië, Zwitserland |

## Tijdrit
| Jaar      | Goud                                 | Zilver                               | Brons                                |
| --------- | ------------------------------------ | ------------------------------------ | ------------------------------------ |
| 2012      | Ellen van Dijk                       | Linda Villumsen                      | Clara Hughes                         |
| 2013      | Ellen van Dijk                       | Loes Gunnewijk                       | Gillian Carleton                     |
| 2014      | Ellen van Dijk                       | Chantal Blaak                        | Tayler Wiles                         |
| 2015      | Ellen van Dijk                       | Lisa Brennauer                       | Anna van der Breggen                 |
| 2016      | Lisa Brennauer                       | Ellen van Dijk                       | Chantal Blaak                        |
| 2017      | Hayley Simmonds                      | Natalie van Gogh                     | Hanna Solovey                        |
| 2018      | Aafke Soet                           | Floortje Mackaij                     | Natalie van Gogh                     |
| 2019      | Pernille Mathiesen                   | Natalie van Gogh                     | Franziska Koch                       |
| 2020-2021 | niet verreden vanwege coronapandemie | niet verreden vanwege coronapandemie | niet verreden vanwege coronapandemie |
| 2022      | Emily Meakin                         | Audrey Cordon-Ragot                  | Juliet Eickhof                       |
| 2023      | Ilse Pluimers                        | Karlijn Swinkels                     | Anne Knijnenburg                     |
| 2024      | Ellen van Dijk                       | Julia Kopecký                        | Febe Jooris                          |

Meervoudige winnaars
| Overwinningen | Renster        | Land      | Jaren                        |
| ------------- | -------------- | --------- | ---------------------------- |
| 5             | Ellen van Dijk | Nederland | 2012, 2013, 2014, 2015, 2024 |

Overwinningen per land
| Overwinningen | Land                  |
| ------------- | --------------------- |
| 7             | Nederland             |
| 2             | Verenigd Koninkrijk   |
| 1             | Denemarken, Duitsland |